# هانئ بن جزء
هانئ بن جزء بن النعمان بن قيس المرادي القطيعي، صحابي ومحدث من رواة الحديث، اعتنق الإسلام وفد على الرسول صلى الله عليه وسلم وله رواية وشهد فتح مصر، وهو أخو النعمان العطيفي.